# 小行星5025
小行星5025（5025 Mecisteus）是一颗围绕太阳公转的小行星。1986年10月5日，米蘭·安塔爾在Piwnice发现了此天体。
該小行星以希臘神話的人物墨基斯透斯命名。
这颗小行星的绝对星等为74.11615484469462等。